# Мостове (Сарапульський район)
Мостове́ (рос. Мостовое) — село в Сарапульському районі Удмуртії, Росія.
Урбаноніми:
- вулиці — 40 років Перемоги, Азіна, Гагаріна, Жовтнева, Зелена, Зилєва, Леніна, Молодіжна, Набережна, Першотравнева, Південна, Платова, Польова, Радянська, Ставкова, Чапаєва, Червона

## Населення
Населення становить 1269 осіб (2010, 1209 у 2002).
Національний склад (2002):
- росіяни — 80 %